# Kaitmitpää
Kaitmitpää är en kulle i Finland.   Den ligger i den ekonomiska regionen Norra Lappland och landskapet Lappland, i den norra delen av landet, 900 km norr om huvudstaden Helsingfors. Toppen på Kaitmitpää är 530 meter över havet, eller 213 meter över den omgivande terrängen. Bredden vid basen är 5,2 km.
Terrängen runt Kaitmitpää är platt åt sydväst, men åt nordost är den kuperad.  Trakten runt Kaitmitpää är nära nog obefolkad, med mindre än två invånare per kvadratkilometer. Det finns inga samhällen i närheten. Omgivningarna runt Kaitmitpää är i huvudsak ett öppet busklandskap.